# Wilma Hellström
Wilma Hellström (26 de abril de 1993) es una jinete sueca que compite en la modalidad de salto ecuestre. Ganó una medalla de oro en el Campeonato Europeo de Saltos Ecuestres de 2023, en la prueba por equipos.

## Palmarés internacional
| Campeonato Europeo | Campeonato Europeo | Campeonato Europeo | Campeonato Europeo |
| Año                | Lugar              | Medalla            | Categoría          |
| ------------------ | ------------------ | ------------------ | ------------------ |
| 2023               | Milán (Italia)     | Medalla de oro     | Por equipos        |